# Brian Andersen
Brian Andersen (Kanada, Brit Columbia, Chilliwack, 1954. augusztus 31. –) kanadai profi jégkorongozó.

## Karrier
Komolyabb junior karrierjét a WCHL-es New Westminster Bruinsban kezdte 1973-ban. Az 1974-es NHL-amatőr drafton a Minnesota North Stars választotta ki a 10. kör 164. helyén. A National Hockey League-ben sosem játszott. Felnőtt pályafutását 1974 végén kezdte az International Hockey League-ben, a Lansing Lancersben de ez a csapat 1975. január 16-án megszűnt, így átkerült a Des Moines Capitolsba. A következő szezonban a szintén IHL-es Dayton Gemsben játszott mindössze 18 mérkőzésen. A csapat bajnok lett, de ő nem kapott érmet, mert keves mérkőzést játszott. A szezon után visszavonult.